# Sexy Boxy
Sexy Boxy è un reality show trasmesso su Odeon TV scritto da Davide Saccà e Gianfranco Nullo, che lo dirige (Gianfranco Nullo è soprannominato da tutto il cast "lo zio"). Il reality è condotto nel 2004 per le prime puntate da DJ Ringo e Marzio Forte e, in seguito da Fernando Proce coadiuvato dalle voci fuori campo dello Zoo di 105.

## Il programma
In questo reality dodici sexy ragazze si allenano quotidianamente per prepararsi ai combattimenti settimanali contro le altre concorrenti, in un mix di agonismo e sensualità.
La prima e unica edizione di questo reality è andata in onda dal 12 ottobre al 19 dicembre 2004.

## Le partecipanti
- Alena, fotomodella, Russia
- Daniela B., modella, Italia
- Daniela Gervasi, modella, Italia
- Fenix, ballerina, Italia
- Gloria, ragioniera, Italia
- Luna, hostess, Kazakistan
- Maria Carla, fotomodella, Italia
- Melania, fotomodella, Italia
- Regina, indossatrice, Russia
- Sara Pistore, studentessa, Italia
- Silvia, studentessa, Italia
- Uma, insegnante danza, Uzbekistan
- Ilaria Pelliccia (aka Selvaggia), Italia